# Verdens bog- og copyrightdag
Verdens bog- og copyrightdag (også kendt som Verdens bogdag og Bogens internationale dag) er en årligt tilbagevendende begivenhed d. 23. april og organiseres af UNESCO for at fremme læsning og udgivelse af bøger samt at skabe opmærksomhed på ophavsretlig beskyttelse (copyright). Dagen blev første gang fejret i 1995.

## Baggrund for valg af dato
23. april er valgt ifølge UNESCO, da det bl.a. er årsdagen for store litterære personligheders død som William Shakespeare og Miguel de Cervantes (mest kendt for romanen Don Quijote).  

## Verdens bogdag 2015 i Danmark
I Danmark blev Verdens bogdag i 2015 markeret som Danmark Læser Dagen, hvor 100.000 bøger blev delt ud af 4000 frivillige boguddelere. 